# Чемпионат России по плаванию на открытой воде 2024
Чемпионат России по плаванию на открытой воде 2024 года прошёл с 12 по 14 июня в гребном канале «Дон», Ростов-на-Дону. Пловцы соревновались на пяти дистанциях: 5 км и 10 км у мужчин и женщин, а также смешанной эстафете 4 х 1250 метров.

## Призёры

### Мужчины
| Дистанция         | Золото                                                | Золото    | Серебро                                          | Серебро   | Бронза                               | Бронза    |
| ----------------- | ----------------------------------------------------- | --------- | ------------------------------------------------ | --------- | ------------------------------------ | --------- |
| 5 км 51 участник  | Александр Степанов Московская обл. — Ярославская обл. | 55.31,6   | Кирилл Беляев Московская обл. — Ярославская обл. | 55.42,0   | Денис Адеев Удмуртия                 | 55.43,8   |
| 10 км 41 участник | Кирилл Беляев Московская обл. — Ярославская обл.      | 1:54.43,0 | Руслан Садыков Пермский край                     | 1:54.47,5 | Владислав Утробин Тульская область-1 | 1:54.50,6 |

### Женщины
| Дистанция          | Золото                            | Золото    | Серебро                                | Серебро   | Бронза                                | Бронза    |
| ------------------ | --------------------------------- | --------- | -------------------------------------- | --------- | ------------------------------------- | --------- |
| 5 км 30 участниц   | Ксения Мишарина Москва            | 59.22,9   | Маргарита Ершова Волгоградская область | 59.46,6   | Екатерина Сорокина Пермский край      | 59.47,7   |
| 10 км 23 участницы | Яна Курцева Волгоградская область | 2:06.27,7 | Екатерина Сорокина Пермский край       | 2:06.31,2 | Полина Козякина Волгоградская область | 2:06.31,6 |

### Смешанные соревнования
| Дистанция                    | Золото                                                                         | Золото  | Серебро                                                                    | Серебро | Бронза                                                                              | Бронза  |
| ---------------------------- | ------------------------------------------------------------------------------ | ------- | -------------------------------------------------------------------------- | ------- | ----------------------------------------------------------------------------------- | ------- |
| Эстафета 4 х 1250 м 9 команд | Тульская область-1 Софья Вахрушева Роман Сулев Арина Пантина Владислав Утробин | 56.53,3 | Москва Ксения Мишарина Кристина Кузнецова Владимир Иванов Владимир Муратов | 57.12,9 | Ярославская область-1 Дарья Чугай Кирилл Беляев Дарья Никифорова Александр Степанов | 57.49,4 |

## Командный зачёт
1. Тульская область-1 — 140,8
2. Пермский край — 126,0
3. Волгоградская область — 119,0
4. Москва — 119,0
5. Ярославская область-1 — 110,6
6. Липецкая область — 81,0
7. Московская область — 70,6
8. Удмуртская Республика — 64,0
9. Санкт-Петербург — 60,0
10. Челябинская область — 23,0
11. Ростовская область — 9,0
12. Ульяновская область — 9,0
13. Самарская область — 2,0
14. Забайкальский край — 1,0